# میوون
میوون (به هلندی: Meeuwen) یک منطقهٔ مسکونی در هلند است که در آلتنا، هلند واقع شده‌است. میوون ۷۶۴ نفر جمعیت دارد.